# Parish of Saint James
Parish of Saint James är en parish i Jamaica. Den ligger i den västra delen av landet, 120 km väster om huvudstaden Kingston. Antalet invånare är 180 498. Arean är 595 kvadratkilometer. Parish of Saint James gränsar till Trelawny, Parish of Saint Elizabeth, Parish of Westmoreland och Hanover. 
Följande samhällen finns i Parish of Saint James:
- Montego Bay
- Anchovy
- Cambridge
- Maroon Town